# Grünhain-Beierfeld
Grünhain-Beierfeld település Németországban, azon belül Szászország tartományban. Lakosainak száma 5713 fő (2023. december 31.).

## Népesség
A település népességének változása:
| Lakosok száma | 5950 | 5898 | 5730 | 5712 | 5713 |
|               | 2017 | 2019 | 2021 | 2022 | 2023 |